# Gyldensteen (adelsslægt)
 For alternative betydninger, se Gyldensteen. (Se også artikler, som begynder med Gyldensteen)
Ikke at forveksle med Gyldenstierne.
Gyldensteen var en kortlivet dansk adelsslægt tilhørende brev- og højadelen.

## Våben
To krydsede hvide, guld-skæftede kårder mellem to gule stjerner i sort/gult/sort felt. Borten skaktavlet gult/rødt med tre skjolde: hvidt kors i rødt, gul løve og gule "teglsten" i blåt, og rødt/gult skaktavlede sparrer i hvidt. På hjelmene grevekrone, sort vinge med guldskæftet hvid kårde, hvide vesselhorn, sort vinge med gul stjerne.

## Historie
Boghandler og bogtrykker fra Lyon Jean Antoine Huguetan (1615-1681) og Marguerite Perrachon (død 1714) havde flere børn, deriblandt Jean Henri Huguetan (1665-1749). Efter det nantiske edikts ophævelse 1685 forlod Huguetans mor med sine tre sønner Frankrig og bosatte sig i Nederlandene. Den ældste af sønnerne oprettede 1686 en stor boghandel i Amsterdam, hvori de to andre brødre siden blev deltagere. I 1705 brød Huguetan alle bånd til Frankrig, og han fik en karriere i Holland og England.
I andet ægteskab ægtede Huguetan 1. maj 1708 i Amsterdam grevinde Mauritia Marguerite Odyck (født mellem 1671 og 1676 i Haag (?) – 28. december 1745 i København), datter af greve Wilhelm Adrian af Nassau til Odyck, Cortgeene, Zeist og Driebergen (1632-1705) og Elisabeth van der Nise (1639-1698). Efter sit fornemme giftermål blev han 1708 af kejseren optaget i rigsfriherrestanden (baron af d'Odyck)
Jean Henri Huguetan fik 1712 naturalisationspatent som baron Odyck. Her anbragte han en del af sine store midler i jordegods både i selve kongeriget og i Holsten. 2. april 1717 optoges han med hustru og datter i den danske grevestand med navnet Gyldensteen. De fynske godser Enggård (omdøbt til Gyldensteen), Oregård og Uggerslevgård (købt 1719-20) fik han 1720 gjort til et grevskab under navn af Gyldensteen. Desuden nævnes han som herre til Cronsburg ved Rendsborg i Holsten (købt 1715).
Grev Gyldensteen havde en datter, Marguerite Huguetan komtesse Gyldensteen (22. januar 1702 i Amsterdam – 1767 i Paris), der var født i et ægteskab med en hollandsk dame af slægten Wassenaer. Denne datter flygtede til Skåne med en Don Antoine Casado marquis de Monteleone, søn af den spanske minister i København, og hun lod sig her vie til ham. Det kom i den anledning til et brud imellem hende og faderen, der for øvrigt fik endnu mere grund til sorg ved hendes senere udsvævende liv. Fra en datter af hende nedstammer de senere besiddere af grevskabet Gyldensteen (først Knuth, siden Bernstorfferne). Slægten Gyldensteen uddøde 1767.
Don Antonio Casado marquis de Monteleone og Marguerite f. Huguetan, komtesse af Gyldensteen havde døtrene:
1. Marguerithe Maurice Francoise Isidore Casada marquise de Monteleone (8. april 1723 – 7. maj 1752) ægtede grev Eggert Christopher Knuth (1722-1776). Deres søn Johan Henrik Knuth (1746-1802) arvede grevskabet
2. Anna Françoise Henriette Suzanne Casada Marguerite marquise de Monteleone (2. maj 1725 – 6. januar 1761) ægtede grev Henrik VI af Reuss-Köstritz (1707-1783).

### Jean Henri Desmercières
Gyldensteen havde desuden med en modehandlerske en uægte søn, Jean Henri Desmercières (1687-1778), som hverken arvede titel eller grevskab. Desmercières blev dog naturaliseret som dansk adelsmand 1776, og han arvede slægtens palæ i Bredgade og landstedet Rustenborg i Lyngby.